# Flávio Caça-Rato
Flávio Augusto do Nascimento, mais conhecido como Flávio Caça-Rato, ou simplesmente Caça-Rato, (Recife, 29 de junho de 1986), é um ex futebolista brasileiro que atuava no setor ofensivo, sendo comumente utilizado como centroavante. Atualmente, é treinador do sub-20 pelo Sete de Setembro.

## Carreira
Revelado pelo Sport Club do Recife, foi emprestado ao Sergipe e ao Social Esportiva Vitória, foi para a Cróacia no segundo semestre de 2008 passando um ano por lá. Voltando ao Brasil passou seis meses no Cabense de Pernambuco, em seguida foi para o América de Natal, voltando ao Cabense em 2011, onde jogou o Campeonato Pernambucano de 2011, chamou a atenção do Santa Cruz.

### Santa Cruz
Foi contratado em 2011 pelo Santa Cruz, onde foi campeão do Campeonato Pernambucano de 2012 e conseguiu o acesso para a Série C.
Em 2013, foi mais uma vez campeão pernambucano marcando um gol na final. Fez o gol do acesso a Série B e o gol do título do Campeonato Brasileiro da Série C sobre o Sampaio Corrêa.
Em 26 de janeiro de 2014, ganhou uma matéria chamada de Voices of Brazil no The Guardian.
No jogo contra o Paraná atingiu a marca histórica de cem jogos pelo Santa Cruz.

### Remo
Em janeiro de 2015, chega ao Clube do Remo aclamado pela torcida e esperava fazer história com a camisa azul-marinha. Mas após dois meses, ele pede para sair do clube, alegando falta de comprometimento da diretoria, frustando vários torcedores.

### Guarani
Em novembro de 2015, Caça-Rato foi anunciado como novo reforço do Guarani, para a disputa do Paulista Série A2 de 2016.

### Duque de Caxias
Em busca do acesso à elite do Campeonato Carioca em 2017, o Duque de Caxias anunciou Caça-Rato para o ataque no dia 12 de abril de 2016. A partir do dia 18, Flávio Caça-Rato fara parte do elenco, que buscará recuperação no segundo turno da Série B do Estadual. O atleta, por via das dúvidas não alçou seu objetivo do acesso à elite do Cariocão, sendo assim, deixou o clube para um novo desafio.

### Tupi FC
Chegou ao Tupi como o principal nome da equipe no ano. Jogará o Campeonato Mineiro 2017. Antes do Campeonato o Tupi realizou um amistoso contra o Bangu, partida que marcou o encontro de dois grandes jogadores, Caça Rato e Loco Abreu.
Fez sua estreia no campeonato mineiro na primeira rodada contra o Tombense, e na ocasião o galo carijó perdeu de 1–0. Marcou seu primeiro gol pelo carijó, no jogo contra a URT, que na ocasião o Tupi ganhou de 2–0 em casa. Foi a primeira vitória do Carijó no campeonato mineiro. Marcou contra o Democrata, garantindo a vitória por 1–0 dentro de casa para o Galo Carijó. Vitória importante para o Tupi no campeonato mineiro, chegando a oitavas. Voltou a ser decisivo, marcando gol contra o Vila Nova MG, ajudando o galo carijó a vencer a partida por 1–2 fora se casa. Foi a segunda vitória seguida do Tupi. Contra o América Mineiro, seu companheiro de equipe Jajá, passou pelo goleiro, e parou a bola com o gol aberto para fazer de calcanhar, mas antes disso Caça-Rato chegou e encheu o pé, colocando a bola no fundo da rede. A partida ficou empatada em 1–1 no Mário Helênio. Ao fim do Campeonato Mineiro saiu do Tupi.

### América-PE
Em junho de 2017, é apresentado como novo reforço do América-PE para disputar a Série D.

### Atlético Itapemirim-ES
Em janeiro de 2019, é apresentado como novo reforço do Atlético Itapemirim-ES para a disputa do Campeonato Capixaba. Mas devido a dificuldades financeiras do clube, foi dispensado após três meses de clube. O atleta não poupou críticas à diretoria por salários atrasados.

### Serrano-PE
Em junho de 2019, é apresentado como novo reforço do Serrano-PE para a disputa do Série A2 do Campeonato Pernambucano, mas depois de ser excluído da Série A2 por conta de laudos técnicos, acabou sendo renovado para outro time.

### Decisão-PE
Em julho de 2019, é apresentado como novo reforço do Decisão-PE, após o Serrano-PE ser excluído da segunda divisão do Campeonato Pernambucano.

### Ferroviário-PE
Em 30 de junho de 2021, foi apresentando pelo Ferroviário-PE para jogar a Série A2 do Pernambucano de 2021.

### Sete de Setembro-PE
No dia 20 de setembro de 2024, Flávio Caça-Rato foi anunciado pelo Sete de Setembro por meio das redes sociais do clube, para jogar o Campeonato Pernambucano de Futebol - Série A3.

## Drama pessoal
Flávio Caça-Rato passou por duas situações dramáticas, onde em ambas quase foi morto. Aos oito anos, seu pai chegou bêbado em casa e tentou enforcá-lo e quando estava quase morrendo, seu tio José Carlos o salvou e impediu a sua morte. Em 1.º de agosto de 2010, levou dois tiros na localidade de Campina do Barreto, em Pernambuco. O incidente ocorreu em uma festa após uma partida do Timbaúba, time que defendia. No local do evento, Flávio se envolveu em uma discussão com dois homens. Um deles sacou uma arma e deu um tiro na perna direita e outro nas costas do jogador. Após passagem por um hospital, Flávio foi medicado, recebeu alta e voltou a jogar após um mês.

## Títulos
Santa Cruz
- Campeonato Pernambucano: 2011, 2012 e 2013
- Campeonato Brasileiro - Série C: 2013
- Copa Pernambuco: 2012